# خط أنابيب المياه بين تركيا وقبرص الشمالية
يُوفّر خط أنابيب المياه بين تركيا وقبرص الشمالية مياه الشرب والري من جنوب تركيا إلى شمال قبرص (جمهورية شمال قبرص التركية) عبر خط أنابيب يمرّ تحت البحر الأبيض المتوسط. وقد بُني هذا الخط من قِبل مشروع إمداد المياه التابع لجمهورية شمال قبرص التركية ( التركية: KKTC Su Temin Projesi ). وقد أكتمل في سبتمبر 2014م. هو خط الأنابيب الوحيد للمياه تحت البحر لمسافات طويلة في العالم.  

## خلفية

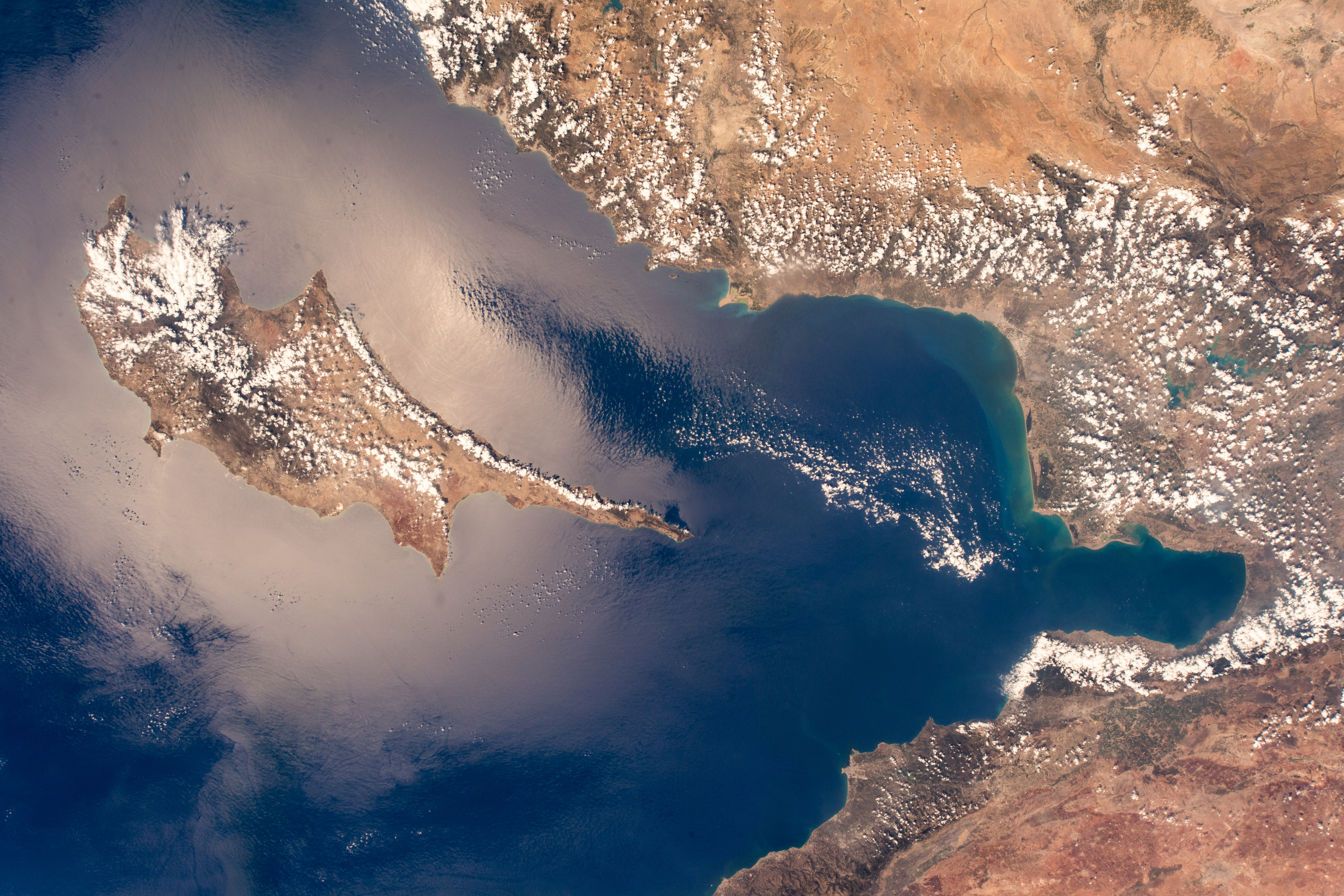
جزيرة قبرص قبالة الساحل الجنوبي لتركيا.

شهدت قبرص، وهي جزيرة في شرق البحر الأبيض المتوسط تقع قبالة الساحل الجنوبي لتركيا، تاريخيًا فترات جفاف طويلة أثرت بشكل كبير على كل من القطاعين الزراعي والتوزيعي. على مدى فترة 70 عامًا قبل بداية العقد الأول من القرن الحادي والعشرين، انخفض متوسط هطول الأمطار السنوي في المنطقة بنحو 64 مم، مما يوضح الأدلة المتزايدة على الآثار السلبية للمناخ العالمي وتغير درجات الحرارة في قبرص. لاحظت قبرص الشمالية المزيد من المشكلات المتعلقة بإمدادات المياه في العقدين الماضيين، وخاصة مع انخفاض منسوب المياه المسجل في أكثر من 60 طبقة مياه جوفية والضغط على توافر المياه الجوفية الذي تسبب فيه تنفيذ المشاريع المدنية في المنطقة. ومع انتهاء المشروع، أعرب رئيس غرفة التجارة القبرصية التركية عن امتنانه وأمله في المشروع، مشيرًا إلى إمكاناته في تقليل ندرة المياه وتحسين الظروف في الجزيرة بشكل عام.  حقق مشروع إمدادات المياه في شمال قبرص العديد من الإنجازات بما يتوافق مع أهداف التنمية المستدامة للأمم المتحدة، وتحديدًا الهدف الثاني «القضاء على الجوع»، مثل الحد من انعدام الأمن الغذائي.

## المشروع

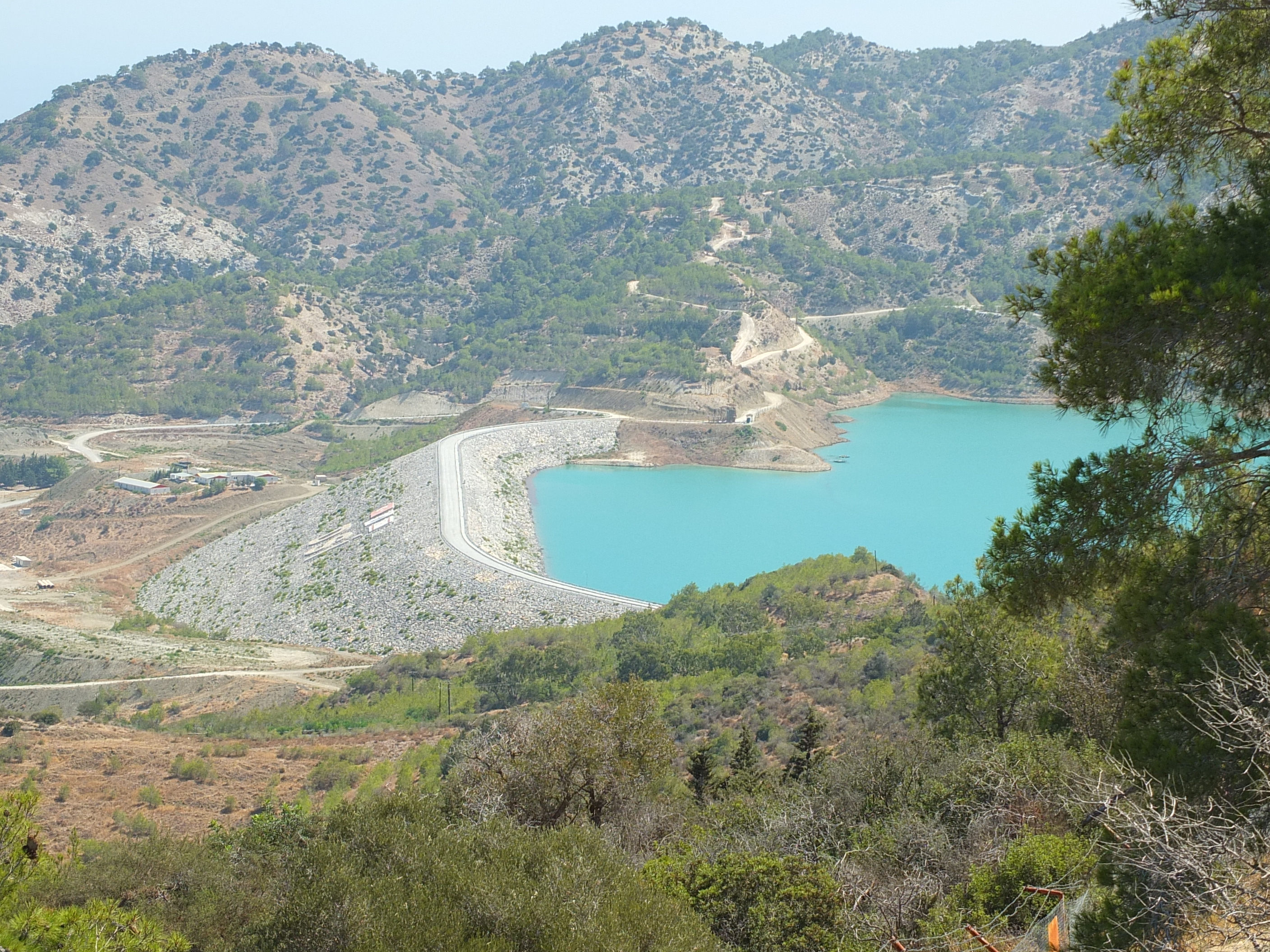
سد وخزان جيتشيتكوي.

تعاني قبرص من نقص في المياه السطحية والجوفية بسبب شحّ الأمطار. يهدف المشروع إلى إمداد شمال قبرص بالمياه من تركيا لمدة 50 عامًا. من أصل 75 مليون م ٣ من المياه، 37.76 مليون متر ٣ (50.3%) من المياه ستُستخدم لأغراض الشرب، بينما يُخصص الجزء المتبقي (49.7%) للري. بعد إنجاز المشروع، ستُقام مزارع مروية على مساحة 4,824 ها (11,920 أكر) في سهول ميساوريا ، أحد أكبر سهول الجزيرة، من شأنه أن يساعد في تحسين مستوى المعيشة في المنطقة.  
تم تقدير التكلفة الاستثمارية الإجمالية للمشروع بمبلغ 782 مليون ليرة تركية (حوالي 432 مليون دولار أمريكي) تتكون من 45.6 مليون ₺ (حوالي 25.2 مليون دولار أمريكي) للهياكل في تركيا، و630 مليون ₺ تركية (حوالي 348 مليون دولار أمريكي) لخط الأنابيب تحت البحر و26.9 مليون ₺ تركية (حوالي 14.9 مليون دولار أمريكي) للهياكل في شمال قبرص.
المرحلة 1

يقع سد ألاكوبرو في أنامور بمحافظة مرسين على خور أنامور-دراغون عند 88 م (289 قدم)ارتفاع السد . بدأ العمل في 7 مارس 2011م. يحتوي السد على خزان سعة 130.5 مليون متر مكعب (4.61 مليار قدم مكعب). اكتمل السد في 7 مارس 2014م. 
المرحلة الثانية

خط أنابيب بقطر 1,500 مم وطول 22 كـم (14 ميل) طول يحمل 75 مليون متر ٣ من المياه سنويًا من سد ألاكوبرو إلى محطة ضخ أناموريوم، والتي تتصل بخط أنابيب تحت البحر في 1 كـم (0.62 ميل) المسافة. 
المرحلة 3

خط أنابيب 80 كـم (50 ميل) تحت البحر بقطر 1,600 مـم (63 بوصة) في عمق 250 م (820 قدم) ينقل خط الأنابيب المياه من محطة أناموريوم في تركيا إلى محطة ضخ غوزليالي في شمال قبرص. وسيُجهّز خط الأنابيب بأجهزة استشعار وأجهزة إرسال للإشارة إلى أي أعطال محتملة للإصلاح.
المرحلة الرابعة

خط أنابيب من 3 كـم (1.9 ميل) يرفع المياه من محطة غوزليالي إلى خزان سد جيتشيتكوي القريب من مدينة چرنة. 
نفّذت شركة الأشغال الهيدروليكية الحكومية التركية (DSİ) المشروع. ويتألف من بناء سد ومحطة ضخ على كلا الجانبين، بالإضافة إلى خط أنابيب بطول 107 كـم (66 ميل) يعمل بشكل رئيسي تحت سطح البحر. تم البناء على أربع مراحل. 
ينقل خط الأنابيب 75 طنًا سنويًا من المياه. مليون متر ٣ من المياه من سد ألاكوبرو على نهر أنامور-دراجون في تركيا إلى سد جيتشيتكوي في شمال قبرص. 